# Michaëlskerk (Grijpskerke)
De Michaëlskerk is de protestantse kerk van de Nederlandse plaats Grijpskerke (provincie Zeeland), gelegen aan Kerkring 26.

## Geschiedenis
Reeds in 1190 werd Grijpskerke schriftelijk vermeld als zelfstandige parochie, met Sint-Michaël als patroonheilige. Het oudste deel van de huidige kerk is uit het begin van de 14e eeuw en betreft de zuidbeuk. De noordbeuk is 15e-eeuws. In 1770 werd de kerk in westelijke richting met één travee uitgebreid. Ook het klokkentorentje en het portaal werden toen aangebracht.

## Gebouw
Het betreft een tweebeukige bakstenen kerk, beide beuken zijn voorzien van een hoge kap, en een open houten klokkentorentje is tussen beide kappen geplaatst. In dit torentje hangt een klok uit 1685, gegoten door Jasper van Erpecom. Het interieur heeft een vlakke zoldering. De richting van de kerkinrichting is dwars op de beuken, die door houten kolommen van elkaar zijn gescheiden.
De preekstoel stamt uit de 2e helft van de 17e eeuw. Het orgel is van 1984 en werd vervaardigd door de Utrechtse firma Fama & Raadgever.